# Suzanne Doyle-Morris
Suzanne Doyle-Morris es una escritora e investigadora australiana afincada en Edimburgo.

## Biografía
Doyle-Morris obtuvo un doctorado en la Universidad de Cambridge por su trabajo sobre las experiencias de las mujeres que trabajan en entornos generalmente masculinos.
Se involucró en la asociación Female Breadwinners, donde empezó a considerar que la participación de hombres reconocidos era importante para mejorar las condiciones laborales de todos. Más adelante fundó la institución InclusIQ.
Ha escrito dos libros, Beyond the Boy's Club: Strategies for achieving career success as a woman working in a male dominated field (Más allá del club de chicos: estrategias para lograr el éxito profesional como mujer trabajando en un campo dominado por hombres), y Female Breadwinners: how they make relationships work and why they are the future of the modern workplace (Mujeres que sostienen el pan: cómo hacen que las relaciones funcionen y por qué son el futuro del lugar de trabajo moderno). En este segundo libro, estudia la reacción de los hombres cuando su esposa gana un salario superior al de ellos.
Es miembro de la Asociación de Oradores Profesionales y de la Fundación Saltire.

## Reconocimientos
En octubre de 2017, Doyle-Morris fue incluida en el equipo techo de cristal de la lista de las 100 mujeres de la BBC.